# 협기류

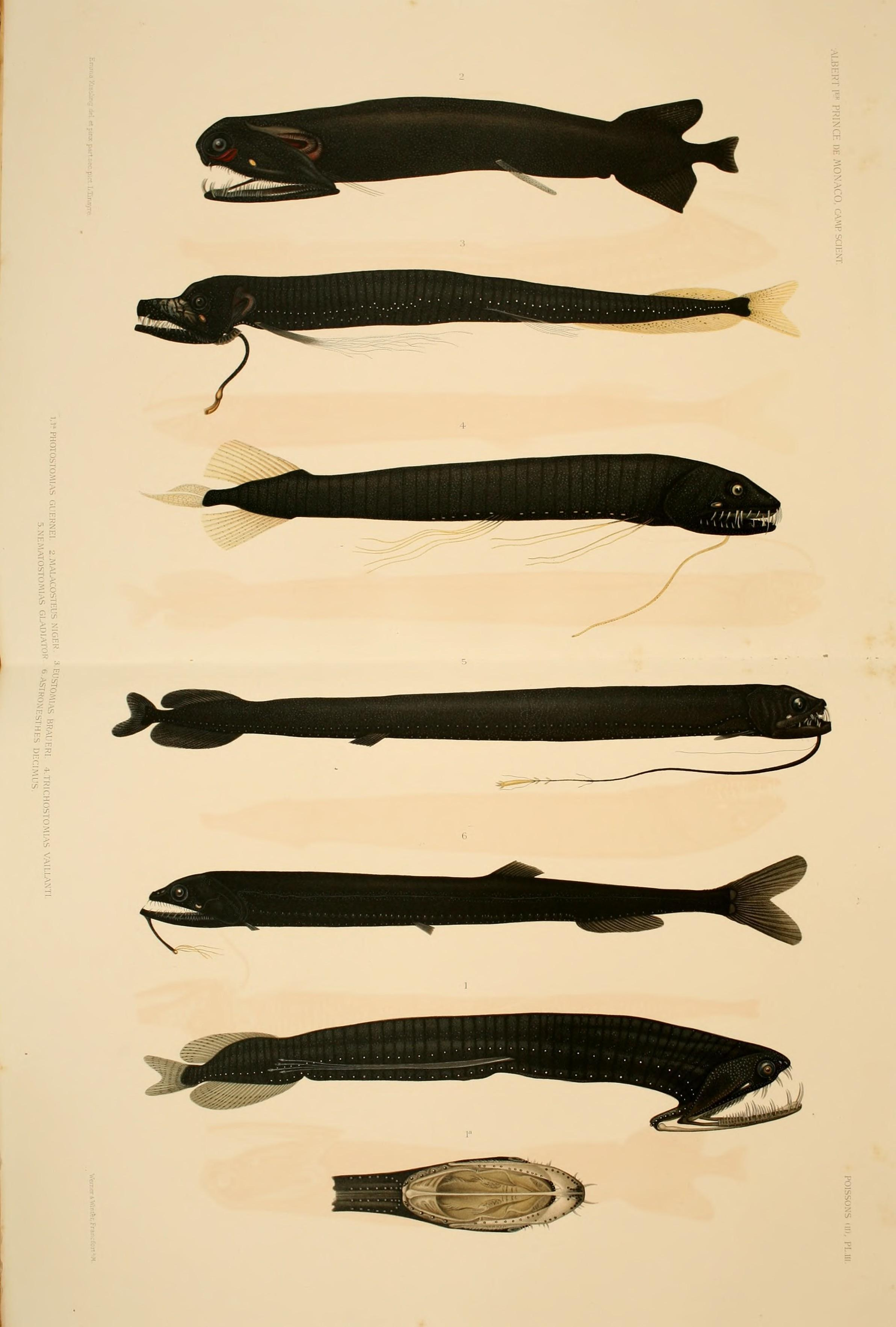
위에서 아래 방향으로:
Malacosteus niger,
Eustomias braueri,
Bathophilus vaillanti,
Leptostomias gladiator,
Rhadinesthes decimus,
Photostomias guernei

협기류(狹鰭類)는 협기상목(Stenopterygii)에 속하는 조기어류의 총칭이다. 진골어류의 일종이다.

## 분류
- 꼬리치목 (Ateleopodiformes)
  - 꼬리치과 (Ateleopodidae)
- 앨퉁이목 (Stomiiformes)
  - 앨퉁이아목 (Gonostomatoidei)
    - 앨퉁이과 (Gonostomatidae)

  - Phosichthyoidei
    - Phosichthyidae
    - Stomiidae